# Lyse (biologie)
Pour les articles homonymes, voir Lyse.
La lyse est la destruction de la membrane d'une cellule biologique par un agent physique, chimique ou biologique, provoquant la mort de la cellule. Les lysines ou enzymes lytiques sont les molécules capable de la provoquer. Les produits résultant de cette désintégration sont appelés lysats.
La lyse se produit lorsqu'une molécule perce la membrane cellulaire et provoque un apport massif d'eau dans la cellule. La cellule meurt par éclatement à la suite du choc osmotique qui s'ensuit (le milieu extracellulaire est hypotonique comparativement au milieu intracellulaire).
La lyse est un des phénomènes en jeu dans la digestion et la lutte contre les agents infectieux. Elle peut être produite en laboratoire pour le  fractionnement cellulaire, notamment par utilisation de détergent ou d'ultrasons.